# M'Bengué
M'Bengué  è una città, sottoprefettura e comune della Costa d'Avorio, situata nella regione di Poro. È capoluogo dell'omonimo dipartimento e conta una popolazione di 65 779 abitanti (censimento 2021).